# Грызлово (Липецкая область)
Гры́злово — село в Долгоруковском районе Липецкой области, административный центр Грызловского сельского поселения.

## География
Село находится в северной части района, в 18 км к северо-западу от села Долгоруково.
Располагается на берегах мелкого ручья притока реки Свишня.

## История
Грызлово возникло во второй половине XVII века.
Название получило по фамилии одного из первых поселенцев — Фёдора Грызлова.
В 1836 году в деревне Грызлая на средства прихожан была выстроена каменная церковь. Главный престол был освящён во имя Богоявления Господня. Придельные престолы были устроены в 1884 году и освящены в честь святого Апостола и Евангелиста Иоанна Богослова и святителя Тихона Задонского — северный, Казанской Божией Матери — южный.
По спискам населённых мест 1866 года Грызлово — село казённое, в ней 84 двора и 1168 жителей, 5 мельниц. В 1880 году — 226 дворов и 1376 жителей. С 1926 года — центр сельсовета, 333 двора и 1725 жителей. В 1932 году — 2094 жителя.
До 1928 года Грызлово относилось к Стегаловской волости Елецкого уезда Орловской губернии. В 1928 году село вошло в состав Долгоруковского района Елецкого округа Центрально-Чернозёмной области. После разделения ЦЧО в 1934 году Долгоруковский район, а вместе с ним и село, вошёл в состав Воронежской, в 1935 — Курской, а в 1939 году — Орловской области. После образования 6 января 1954 года Липецкой области Долгоруковский район включён в её состав.
1 декабря 1941 года в результате прорыва 133-го пехотного полка село было оккупировано немцами. Однако уже 10 декабря, в результате Елецкой наступательной операции 1-я гвардейская дивизия группы генерала Ф. Я. Костенко завязала бой за село Стрелец, освободив которое продолжила наступление и с ходу захватила Грызлово. Гвардейцы обнаружили на улицах села 15 орудий, 40 автомашин, 24 мотоцикла и средства связи того же 133-го пехотного полка. Немецкий полк был разгромлен, на снегу, рядом с брошенными автомашинами валялись штабные документы, секретные архивы, письма.

## Население
| 2010 |
| ---- |
| 357  |

## Достопримечательности
Церковь Богоявления Господня 1836 года.
Каменный храм был построен на средства прихожан. Долгое время оставался однопрестольным — во имя Богоявления Господня, но в 1884 году устроены приделы. Северный освящен в честь святого Апостола и Евангелиста Иоанна Богослова и святителя Тихона Задонского; южный придел в честь Казанской иконы Божией Матери. В эти же годы был обновлён главный престол. К достопримечательностям храма относились две иконы, писаные на святой горе Афон, — Божией Матери «Достойно есть» и святого великомученика Пантелеймона. В начале XX века в состав прихода входит кроме села и деревня Роговая (ныне деревня Рог). В эти же годы количество прихожан — 2530 душ. При храме имелся 3 членный причт. В приходе состояла земская школа. Также имелась церковная земля в 36 десятин.
В 1930-х годах храм был закрыт и до 1990 годов в нём размещался склад местного колхоза. Ныне храм полностью отреставрирован и постоянно действует.

## Транспорт
Грызлово связано с районным центром, сёлами Свишни, Стрелец, Войсковая Казинка и деревнями Котово, Набережная и Рог асфальтированной автодорогой.
Через село ежедневно курсируют автобусы по маршрутам Долгоруково — Ермолово и Долгоруково — Знаменка.